# Summer ’68
Summer ’68 ist ein Lied der britischen Rockband Pink Floyd, das 1970 auf dem Album Atom Heart Mother erschienen ist.
Summer ’68 erschien auch als B-Seite der in Japan erschienenen Single Julia Dream.

## Konzeption
Der Song wurde von Richard Wright geschrieben und gesungen. Aufgenommen wurde er im Juli 1970 in den Abbey Road Studios. Im Zusammenhang des Schaffens der Band Pink Floyd stellt Summer ’68 eher eine Besonderheit dar, denn in untypischer Manier arbeitete Wright die Gesangsharmonien in Unisono-Vokalsatztechnik aus, die an The Beach Boys erinnern. Im Gegensatz zur klassischen Inspiration Wrights bei Sysyphus auf Ummagumma lebt er hier seine lyrische Ader aus. Das Stück beginnt mit einem ruhigen Klavierteil und kontrastiert damit mit der zur Mitte hin explosiv erhobenen Fanfare, die die Liedstrophen umrahmt.

## Liedtext
Thematisiert wird eine flüchtige und zugleich lästige Liebesaffäre (möglicherweise mit einem Groupie) im Sommer des Jahres 1968 (We say goodbye before we say hello). Die Liebesnacht endet in einer schweren Enttäuschung (I felt the cold too soon in a room of 95 /(gemeint: 95 Fahrenheit)). Lieber vergnügte sich der Betrachter mit seinen (Band-)Kollegen am Strand (My friends are lying in the sun, I wish I was there). Es bleibt die Befürchtung, dass sich die Ereignisse wiederholen (Tomorrow brings another town, another girl like you).

## Personelle Besetzung
- Richard Wright – Lead vocals, Klavier, Hammond-Orgel
- David Gilmour – Akustik Gitarre, Backing Vocal
- Roger Waters – E-Bass
- Nick Mason – Schlagzeug, Percussion

mit:
- Abbey Road Session Pops Orchestra – Brass